# Пономаренко Віталій Анатолійович
Віта́лій Анато́лійович Пономаре́нко  (*18 березня 1974, Івано-Франківськ — †5 лютого 2008) — український пауерліфтер. Майстер спорту України міжнародного класу, чемпіон та рекордсмен світу, чемпіон Європи з жиму лежачи.

## Біографія
Закінчив технікум електронних приладів. Служив в армії. В 20 років виконав норматив майстра спорту. В Прикарпаття його батька Анатолія Васильовича як військового направили з села Жерденівка Гайсинського району, Вінницької області. Матір Любов Іванівна працювала бухгалтером.
Пономаренко якось розказував що сила йому передалась від діда. Той якось підняв 100-літрову бочку з водою та загасив сусідську хату.
У Віталія була мрія створити школу пауерліфтингу в рідному місті, але 5 лютого 2008 року на 33 році життя о 5 годині ранку, він помер. Причина смерті гостра серцева недостатність. Похований на кладовищі села Чукалівка.
У Віталія залишились жінка та двоє малих дочок.

## Титули
чемпіон Європи (EPF): 
- 1998 р. (235 кг в кат. 100 кг),
- 2000 р. (250 кг в кат. 100 кг),
- 2002 р. (255 кг в кат. 100 кг)

чемпіон Світу (IPF): 
- 2003 р. (285 кг в категорії 100 кг)
- 2005 р. – 1 місце на турнірі «Арнольд - Уікенд» (325кг)

неодноразовий чемпіон Світу за версією WPC/WPO

## Чемпіонат світу з пауерліфтингу
З 2 по 6 листопада 2007 року у місті Гельсінкі (Фінляндія) проходив Чемпіонат світу з пауерліфтингу і жиму лежачи за участю спортсменів із 20 країн світу. Україна була представлена чисельною збірною. Зокрема, абсолютним чемпіоном світу з пауерліфтингу у жимі лежачи іванофранківцем Віталієм Пономаренком, який кілька місяців тому на 17-му чемпіонаті Арнольдвікенду, що проводиться під патронатом Арнольда Шварценеггера, підтвердив титул найсильнішої людини планети. Про це повідомив 22 листопада власний кореспондент Західної інформаційної корпорації.
У Гельсінкі Віталій Пономаренко встановив три світові рекорди: 340, 350 і 355 кг. Його результат перевищив абсолютний рекорд світу у жимі лежачи у всіх видах пауерліфтингу.
Чемпіонами світу стали також його вихованці, студенти Національного технічного університету нафти і газу Михайло Калин, Вадим Мисак та Віталій Богачевський (серед юнаків до 19 років).
На прес-конференції Віталій Пономаренко зізнався, що мав запрошення виступати за збірну Російської Федерації, йому пропонували переїхати на постійне місце проживання до Москви. «Ми з хлопцями відмовилися, – сказав Віталій Пономаренко, — бо ми патріоти, ми українці. Я буду носити свою національну форму, буду виступати під українським прапором і слухатиму український гімн».